# Tegalgubug Lor
Tegalgubug Lor is een bestuurslaag in het regentschap Cirebon van de provincie West-Java, Indonesië. Tegalgubug Lor telt 11.581 inwoners (volkstelling 2010).